# Летюча Олена Олександрівна
Олена Олександрівна Летюча (нар. 5 грудня 1978, Ярославль, СРСР) — російська тележурналістка, телеведуча, продюсер і режисерка. Ведуча програми «Ревизорро» на телеканалі Пятница!. Є автором документальних фільмів для телеканалів ТВ3, СТС і Пятница!. Автор і ведуча програм «ART Life» і «Територія чоловіків» на каналі Global Star TV. Закінчила Школу теле- і радіомовлення «Митро», час очолює «Майстерню Олени Летючої».
2015 року увійшла в число найсексуальніших жінок Росії за версією журналу «Maxim», зайнявши 91-е місце.

## Біографія
Народилася 5 грудня 1978 у Ярославлі.
 1985 року разом з батьками переїхала до Тинди, які тут працювали на будівництві Байкало-Амурської магістралі. Закінчила Благовіщенський фінансово-економічний коледж за фахом «фінансист».
Працювала фінансистом в компаніях ВАТ «Газпром Газэнергосеть» (4 роки) та «Російські залізниці» (5 років).
2005 року закінчила Технічний університет шляхів сполучення за спеціальністю «економіка».
2007—2010 — навчання в Школі телебачення «Останкіно», виконала свій перший відеосюжет, присвячений донорам крові. Працювала редактором новин «Вести» ВГТРК, навчання і підготовка до прямих ефірів телеведучої новин економіки на телеканалі. Одночасно знімала сюжети для російського телеканалу «Столиця».
У 2009—2010 роках працювала на телеканалі Global Star TV. Автор програм «ART life» і «Територія чоловіків».
2011-го стала редактором і продюсером студії спецпроєктів російського Першого каналу, яка випускає ток-шоу «Нехай говорять», «Сьогодні ввечері». Грудень 2012 — травень 2013: «Raiting TV» продюсер. Виробництво документальних фільмів телеканалу «Пятница!» проєкт «Смішні люди».
У липні-вересні 2013 працювала в компанії «Yellow, Black and White» продюсером серіалу «Кухня». Була продюсером серіалу протягом двох сезонів. Також є продюсером сиквела «Кухня в Парижі». Була продюсером шоу «Канікули в Мексиці». Липень — серпень 2013: ТВ3, продюсер, виробництво документальних фільмів «Гучні справи». Вересень — грудень 2012 — продюсер «Онион Хедс», виробництво телепрограм для MTV. З лютого 2014 — ведуча програми «Ревизорро» на телеканалі Пятница!.
Продюсер документальних фільмів про серіалах «Кухня» та Корабель.
10 липня 2015 року виступила як ведуча шостої щорічної премії «Права споживачів і якість обслуговування». 24 вересня 2015 року була гостею передачі Вечірній Ургант.
27 січня 2016 року заснувала «Майстерню Олени Летючої» на факультеті журналістики МІТРО.

## Хобі
Йога, верхова їзда і бігом, роликові ковзани і гірські лижі.

## Нагороди і номінації
- Проєкт «Знак якості» Товариства захисту прав Споживача Hotel Business Forum 2014.
- Лауреат конкурсу «Суспільне визнання» Фонду Анатолія Лісіцина в номінації «Наші на федеральному рівні»[19].
- Номінована на премію «Жінка року-2015» в категорії «Співачка року» за версією російського видання журналу Glamour[20].

## Інтерв'ю
- Вологина Е. До нас приїхав "Ревизорро". — Перший міський канал в Нижньому Новгороді, 23.03.2015.
- Дюжаков М. Михайло Дюжаков з ведучою "Ревизорро" про таємниці Ревизорро. — 17.08.2014.